# Mang vàng Borneo
Mang vàng Borneo, tên khoa học là Muntiacus atherodes, là một loài động vật có vú trong họ Hươu nai, bộ Guốc chẵn. Loài này được Groves & Grubb mô tả năm 1982.

## Phân bố
Loài này chỉ sinh sống và phân bố ở đảo Borneo. Không có thông tin nào liên quan đến sự hiện diện của nó ở Brunei nhưng có lẽ nó sống ở đó. Mang vàng Borneo có mặt ở cả Indonesia (Kalimantan) và Malaysia (Sabah và Sarawak). Chúng được biết ở hầu hết các khu bảo tồn rừng ở Sarawak, bao gồm Vườn quốc gia Bako, Khu bảo tồn động vật hoang dã Lanjak-Entimau, Vườn quốc gia Similajau, Vườn quốc gia Lambir Hills, Vườn quốc gia Samunsam, Vườn quốc gia Gunung Gading (ở vùng đất thấp) , Mulu và Vườn quốc gia Niah, và cũng đã được ghi nhận trong rừng khai thác ở khu vực Bintulu và cọ dầu tiếp giáp với khu rừng bị khai thác gần đây ở phía đông bắc Bintulu.

## Dân số
Loài này có vẻ phổ biến và thường phổ biến trong toàn bộ phạm vi của nó, ở bất cứ nơi nào có môi trường sống thích hợp. Số lượng dường như đang giảm ở một số phần ở Borneo thuộc Indonesia. Chúng cũng có thể bị suy giảm ở Malaysia Borneo. Xung quanh vùng đất thấp Bintulu, loài này vẫn phổ biến mặc dù môi trường sống bị gián đoạn nghiêm trọng và mức độ săn bắt cao so với khu vực.

## Hình ảnh

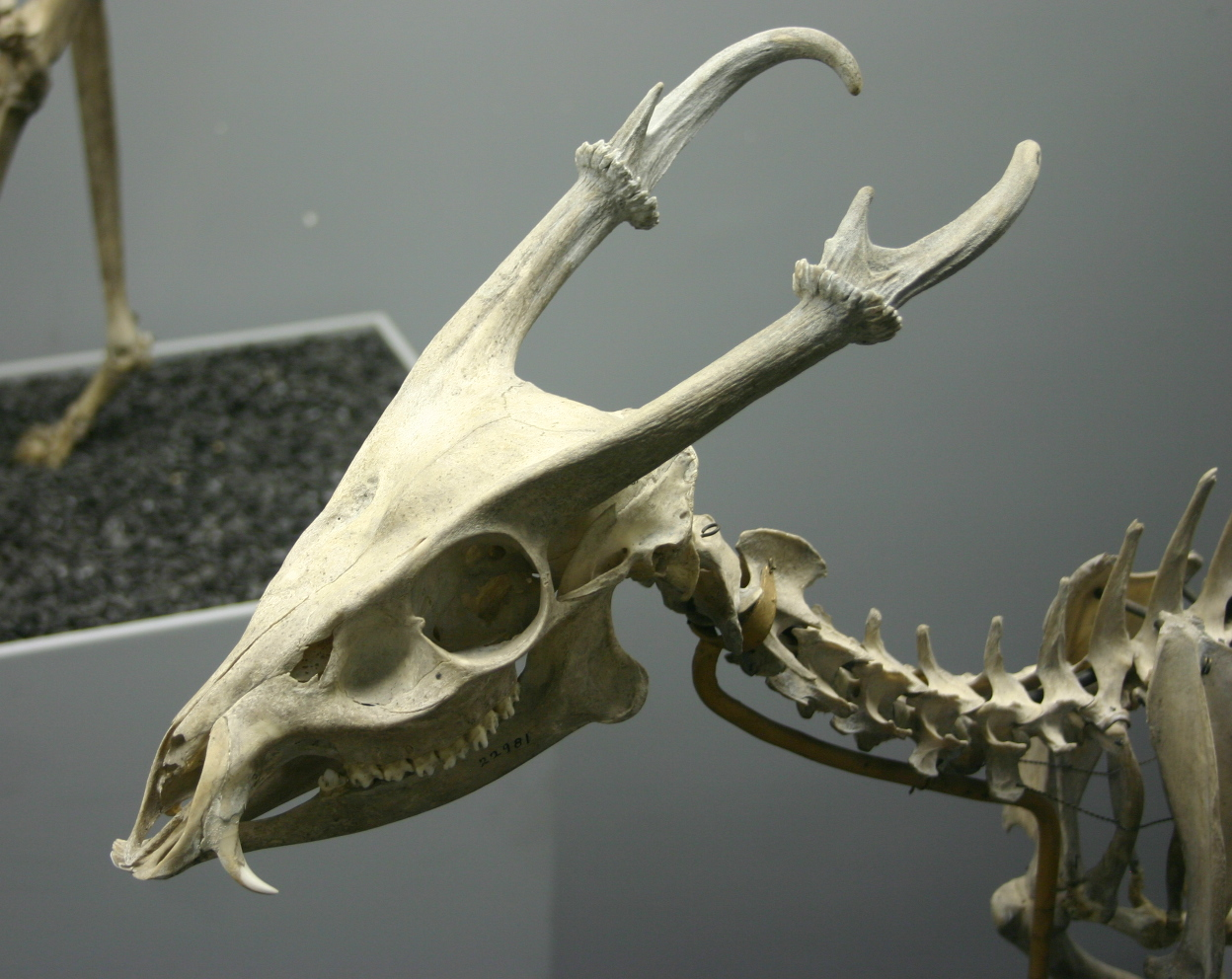
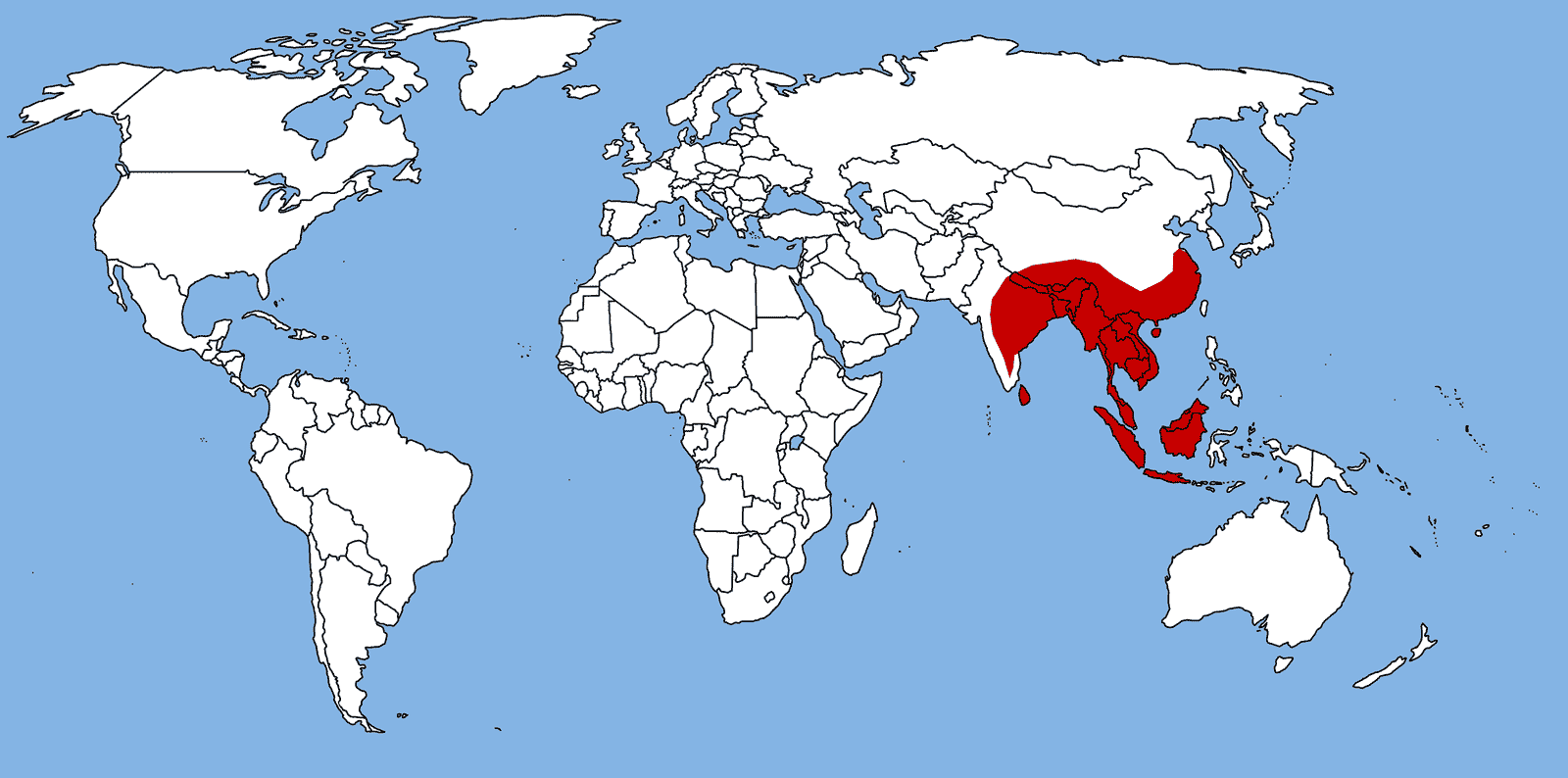